# Antonio José Pereira da Silva Araújo
Antonio José Pereira da Silva Araújo (Salvador, 18 de setembro de 1853 – 2 de junho de 1900) foi um médico brasileiro.
Foi presidente da Academia Nacional de Medicina, no período de 1897 a 1900.